# Christopher Isegwe
Christopher Isegwe Njunguda (22 februari 1976) is een Tanzaniaans langeafstandsloper, die tot de besten van de wereld behoordt. Hij is gespecialiseerd in de marathon.
In april 2004 won Isegwe de marathon van Belgrado. In oktober 2004 werd hij met 2:10.56 tweede op de marathon van Peking achter de Keniaan James Moiben.
Het grootste succes van zijn carrière behaalde hij op het IAAF wereldkampioenschap marathon 2005 in Helsinki. Met een persoonlijk record van 2:10.21 won hij een zilveren medaille achter titelverdediger Jaouad Gharib uit Marokko. Dit was de eerste medaille die Tanzania behaalde op een wereldkampioenschap atletiek.

## Persoonlijke records
| Onderdeel      | Prestatie | Datum            | Plaats   |
| -------------- | --------- | ---------------- | -------- |
| halve marathon | 1:02.17   | 15 juni 2003     | Moshi    |
| marathon       | 2:10.21   | 13 augustus 2005 | Helsinki |

## Palmares

### Marathon
- 2004:  marathon van Belgrado - 2:12.53
- 2004:  marathon van Peking - 2:10.56
- 2004:  Kilimandjaro marathon - 2:17.47
- 2005:  marathon van Mumbai - 2:13.29
- 2005:  WK in Helsinki - 2:10.21
- 2008: 9e marathon van Milaan - 2:16.52